# Sovrani del Lussemburgo

Stemma del Granduca di Lussemburgo.

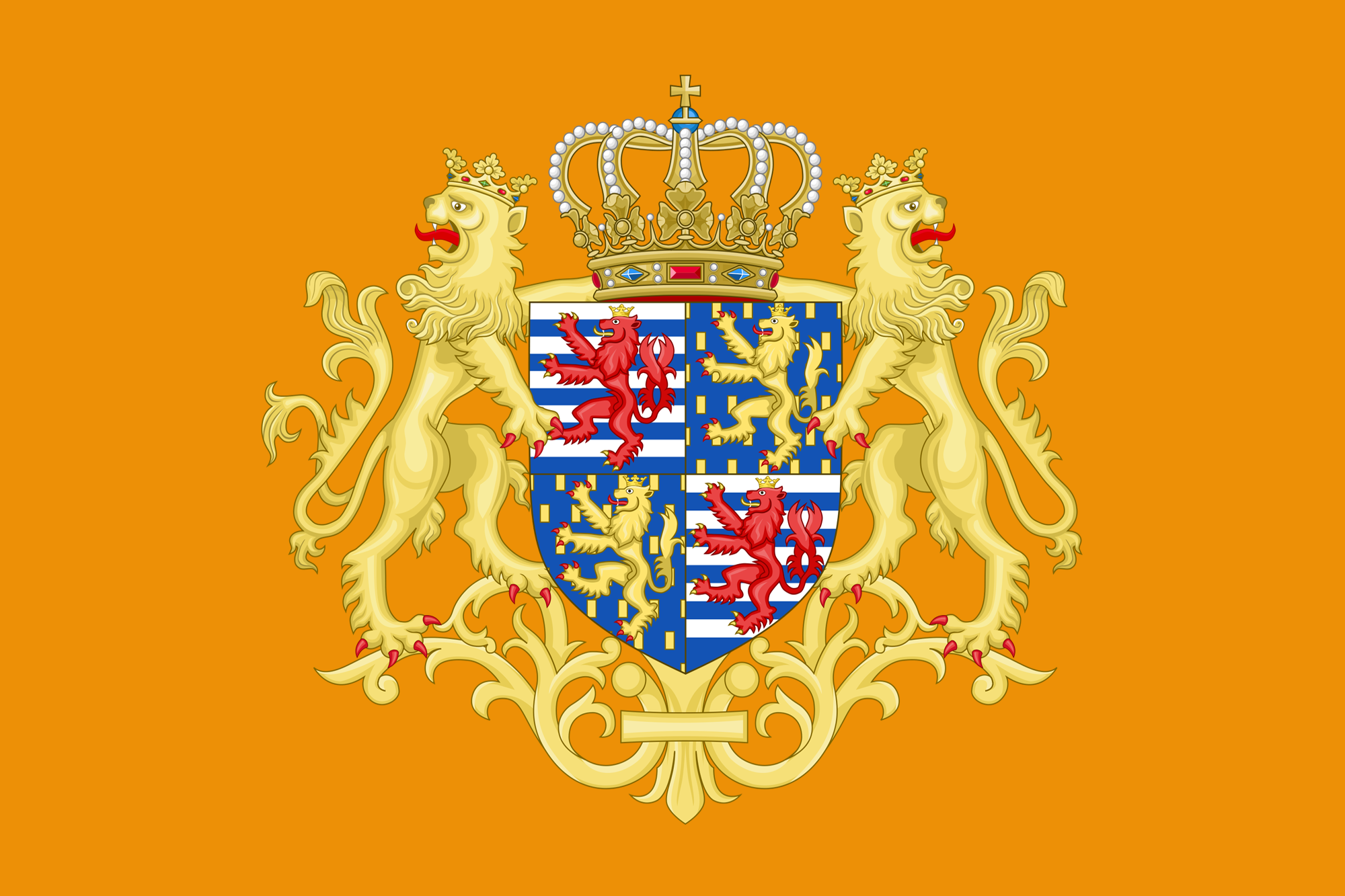
Stendardo granducale.

Il Lussemburgo è una monarchia parlamentare, il cui capo di Stato è il Granduca del Lussemburgo (o la Granduchessa del Lussemburgo nel caso che si tratti di una donna). Il figlio maggiore del Granduca è il Granduca ereditario del Lussemburgo. Dal 1890, il Granducato viene ereditato all'interno del Casato Nassau-Weilburg.
Il Lussemburgo è l'unico Granducato rimasto al mondo.
Il Granduca e altri membri della famiglia granducale vengono nominati come "Altezza Reale" in  quanto discendenti dalla famiglia reale francese e spagnola dei Borboni. 
Essi sono inoltre Principi e Principesse di Nassau e Borbone-Parma.
La lista comprende anche i governanti che si sono succeduti prima che il Lussemburgo divenisse un granducato (nel 1815 con Guglielmo I).

## Conti di Lussemburgo (963-1354)

### Lussemburgo-Ardenne (963-1136)
| Ritratto | Nome (nascita–morte)                   | Regno            | Regno            | Matrimoni                            | Note                                                                             |
| Ritratto | Nome (nascita–morte)                   | Inizio           | Fine             | Matrimoni                            | Note                                                                             |
| -------- | -------------------------------------- | ---------------- | ---------------- | ------------------------------------ | -------------------------------------------------------------------------------- |
|          | Sigfrido (922/8 – 28 ottobre 998)      | 963              | 28 ottobre 998   | Edvige di Nordgau                    |                                                                                  |
|          | Enrico I (964 ca. – 27 febbraio 1026)  | 28 ottobre 998   | 27 febbraio 1026 | –                                    | Figlio di Sigfrido; duca di Baviera dal 1004 al 1009 e dal 1017 al 1026          |
|          | Enrico II (1000 ca. – 16 ottobre 1047) | 27 febbraio 1026 | 16 ottobre 1047  | –                                    | Figlio di Federico di Lussemburgo e nipote di Sigfrido; duca di Baviera dal 1042 |
|          | Giselberto (1007 ca. – 14 agosto 1059) | 16 ottobre 1047  | 14 agosto 1059   | Moglie di cui non si conosce il nome | Figlio di Federico di Lussemburgo e nipote di Sigfrido                           |
|          | Corrado I (1040 ca. – 8 agosto 1086)   | 14 agosto 1059   | 8 agosto 1086    | Clemenza d'Aquitania                 | Figlio di Giselberto                                                             |
|          | Enrico III (1070 ca. – 1096)           | 8 agosto 1086    | 1096             | –                                    | Figlio di Corrado                                                                |
|          | Guglielmo I (1080 ca. – 1131)          | 1096             | 1131             | Matilde (o Liutgarda) di Northeim    | Figlio di Corrado                                                                |
|          | Corrado II (1106 ca. – 1136)           | 1131             | 1136             | Ermengarda di Zutphen                | Figlio di Guglielmo                                                              |

### Lussemburgo-Namur (1136-1196)
| Ritratto | Nome (nascita–morte)                  | Regno  | Regno          | Matrimoni                                      | Note |
| Ritratto | Nome (nascita–morte)                  | Inizio | Fine           | Matrimoni                                      | Note |
| -------- | ------------------------------------- | ------ | -------------- | ---------------------------------------------- | --- |
|          | Enrico IV (1112 ca. – 14 agosto 1196) | 1136   | 14 agosto 1196 | (1) Lauretta di Fiandra (2) Agnese di Gheldria | Figlio di Goffredo I di Namur e di Ermesinda di Lussemburgo, figlia di Corrado I; cugino di I grado di Corrado II; conte di Namur dal 1139 al 1189 |

### Hohenstaufen (1196-1197)
| Ritratto | Nome (nascita–morte)                            | Regno  | Regno | Matrimoni | Note |
| Ritratto | Nome (nascita–morte)                            | Inizio | Fine  | Matrimoni | Note |
| -------- | ----------------------------------------------- | ------ | ----- | --------- | --- |
|          | Ottone (giugno / luglio 1170 – 13 gennaio 1200) | 1196   | 1197  |           | Conte di Borgogna dal 1190; nominato conte di Lussemburgo da suo fratello, l'imperatore Enrico VI di Svevia; rinuncia al Lussemburgo restituendolo a Ermesinda |

### Lussemburgo-Namur (1197-1247)
| Ritratto | Nome (nascita–morte)                       | Regno  | Regno            | Matrimoni                                          | Note |
| Ritratto | Nome (nascita–morte)                       | Inizio | Fine             | Matrimoni                                          | Note |
| -------- | ------------------------------------------ | ------ | ---------------- | -------------------------------------------------- | --- |
|          | Ermesinda (luglio 1186 – 12 febbraio 1247) | 1197   | 12 febbraio 1247 | (1) Teobaldo I di Bar (2) Valerano III di Limburgo | Figlia di Enrico IV e cugina di IV grado di Ottone; regna congiuntamente a Teobaldo (fino al 1214) e poi a Valerano (dal 1214 al 1226) |

### Lussemburgo-Limburgo (1247-1354)
| Ritratto | Nome (nascita–morte)                             | Regno            | Regno            | Matrimoni | Note |
| Ritratto | Nome (nascita–morte)                             | Inizio           | Fine             | Matrimoni | Note |
| -------- | ------------------------------------------------ | ---------------- | ---------------- | --- | --- |
|          | Enrico V (1216 ca. – 24 dicembre 1281)           | 12 febbraio 1247 | 24 dicembre 1281 | Margherita di Bar 2 figli e 4 figlie | Figlio di Ermesinda e Valerano III; marchese di Namur dal 1256 al 1264                                               |
|          | Enrico VI (1240 ca. – 5 giugno 1288)             | 24 dicembre 1281 | 5 giugno 1288    | Beatrice d'Avesnes 3 figli e 2 figlie | Figlio di Enrico V                                                                                                   |
|          | Enrico VII (1275 ca. – 24 agosto 1313)           | 5 giugno 1288    | 24 agosto 1313   | Margherita di Brabante 1 figlio e 2 figlie | Figlio di Enrico VI; re di Germania dal 1308; Imperatore del Sacro Romano Impero dal 1312                            |
|          | Giovanni I (10 agosto 1296 – 26 agosto 1346)     | 24 agosto 1313   | 26 agosto 1346   | (1) Elisabetta di Boemia 3 figli e 4 figlie (2) Beatrice di Borbone 1 figlio e 1 figlia                                                                          | Figlio di Enrico VII; re di Boemia dal 1310                                                                          |
|          | Carlo I (14 maggio 1316 – 29 novembre 1378)      | 26 agosto 1346   | 1353             | (1) Bianca di Valois 1 figlio e 2 figlie (2) Anna di Baviera 1 figlio (3) Anna von Schweidnitz 2 figli e 1 figlia (4) Elisabetta di Pomerania 3 figli e 2 figlie | Figlio di Giovanni ed Elisabetta; re di Boemia; re di Germania dal 1347; Imperatore del Sacro Romano Impero dal 1355 |
|          | Venceslao I (25 febbraio 1337 – 7 dicembre 1383) | 1353             | 13 marzo 1354    | Giovanna di Brabante nessun figlio | Figlio di Giovanni e Beatrice; duca di Brabante come consorte di Giovanna                                            |

## Duchi di Lussemburgo (1354-1815)

### Lussemburgo-Limburgo (1354-1443)
| Ritratto | Nome (nascita–morte)                             | Regno           | Regno           | Matrimoni                                                                           | Note |
| Ritratto | Nome (nascita–morte)                             | Inizio          | Fine            | Matrimoni                                                                           | Note |
| -------- | ------------------------------------------------ | --------------- | --------------- | ----------------------------------------------------------------------------------- | --- |
|          | Venceslao I (25 febbraio 1337 – 7 dicembre 1383) | 13 marzo 1354   | 7 dicembre 1383 | Giovanna di Brabante nessun figlio                                                  | Già conte di Lussemburgo dal 1353 |
|          | Venceslao II (26 febbraio 1361 – 16 agosto 1419) | 7 dicembre 1383 | 1388            | (1) Giovanna di Baviera nessun figlio (2) Sofia di Baviera nessun figlio            | Figlio di Carlo I; re di Boemia dal 1363; re di Germania dal 1376 al 1400 |
|          | Jobst (1351 ca. – 18 gennaio 1411)               | 1388            | 18 gennaio 1411 | (1) Elisabetta di Opole nessun figlio (2) Agnese di Opole nessun figlio             | Figlio di Giovanni Enrico e nipote di Giovanni I; margravio di Moravia dal 1375; re di Germania dal 1410 |
|          | Elisabetta (novembre 1390 – 2 agosto 1451)       | 18 gennaio 1411 | 1443            | (1) Antonio di Borgogna 2 figli (2) Giovanni III di Baviera-Straubing nessun figlio | Figlia di Giovanni di Görlitz e nipote di Carlo I; cugina di I grado di Jobst; regna congiuntamente ad Antonio (fino al 1415) e poi a Giovanni (tra il 1418 e il 1425); cede i suoi diritti a Filippo III di Borgogna |

### Dominio Borgognone, Valois-Borgogna (1443-1482)
| Ritratto | Nome (nascita–morte)                                      | Regno          | Regno          | Matrimoni | Note |
| Ritratto | Nome (nascita–morte)                                      | Inizio         | Fine           | Matrimoni | Note |
| -------- | --------------------------------------------------------- | -------------- | -------------- | --- | --- |
|          | Filippo I il Buono (31 luglio 1396 – 15 giugno 1467)      | 1443           | 15 giugno 1467 | (1) Michela di Valois 1 figlia (2) Bona d'Artois nessun figlio (3) Isabella del Portogallo 3 figli                             | Duca di Borgogna come Filippo III dal 1419                                                                           |
|          | Carlo II il Temerario (10 novembre 1433 – 5 gennaio 1477) | 15 giugno 1467 | 5 gennaio 1477 | (1) Caterina di Francia nessun figlio (2) Isabella di Borbone 1 figlia (3) Margherita di York nessun figlio                    | Figlio di Filippo; duca di Borgogna come Carlo I                                                                     |
|          | Maria I (13 febbraio 1457 – 27 marzo 1482)                | 5 gennaio 1477 | 27 marzo 1482  | Massimiliano I d'Asburgo 1 figlio e 1 figlia                                                                                   | Figlia di Carlo II; duchessa di Borgogna                                                                             |
|          | Massimiliano I (22 marzo 1459 – 12 gennaio 1519)          | 5 gennaio 1477 | 27 marzo 1482  | (1) Maria di Borgogna 1 figlio e 1 figlia (2) Anna di Bretagna nessun figlio (annullato) (3) Bianca Maria Sforza nessun figlio | Arciduca d'Austria dal 1493; re di Germania dal 1493; Imperatore del Sacro Romano Impero dal 1508; marito di Maria I |

### Primo Dominio Spagnolo, Asburgo di Spagna (1482-1700)
| Ritratto | Nome (nascita–morte)                                       | Regno             | Regno             | Matrimoni | Note |
| Ritratto | Nome (nascita–morte)                                       | Inizio            | Fine              | Matrimoni | Note |
| -------- | ---------------------------------------------------------- | ----------------- | ----------------- | --- | --- |
|          | Filippo II il Bello (22 luglio 1478 – 25 settembre 1506)   | 27 marzo 1482     | 25 settembre 1506 | Giovanna di Castiglia 2 figli e 4 figlie | Figlio di Maria e Massimiliano; sovrano dei Paesi Bassi asburgici; re di Castiglia come Filippo I nel 1506 |
|          | Carlo III (24 febbraio 1500 – 21 settembre 1558)           | 25 settembre 1506 | 16 gennaio 1556   | Isabella del Portogallo 3 figli e 2 figlie | Figlio di Filippo II; sovrano dei Paesi Bassi asburgici; re di Spagna come Carlo I dal 1516 al 1556; Imperatore del Sacro Romano Impero come Carlo V dal 1519 al 1556; arciduca d'Austria dal 1519 al 1521; abdica in favore del figlio |
|          | Filippo III (21 maggio 1527 – 13 settembre 1598)           | 16 gennaio 1556   | 13 settembre 1598 | (1) Maria Emanuela del Portogallo 1 figlio (2) Maria I d'Inghilterra nessun figlio (3) Elisabetta di Valois 5 figlie (4) Anna d'Austria 4 figli e 1 figlia | Figlio di Carlo III; re di Spagna come Filippo II; sovrano dei Paesi Bassi spagnoli |
|          | Isabella Clara Eugenia (12 agosto 1566 – 1º dicembre 1633) | 6 maggio 1598     | 13 luglio 1621    | Alberto d'Austria 2 figli e 1 figlia | Figlia di Filippo III ed Elisabetta; sovrana dei Paesi Bassi spagnoli; regna congiuntamente al marito |
|          | Alberto (15 novembre 1559 – 13 luglio 1621)                | 6 maggio 1598     | 13 luglio 1621    | Isabella Clara Eugenia di Spagna 2 figli e 1 figlia | Genero di Filippo III; sovrano dei Paesi Bassi spagnoli; regna congiuntamente alla moglie |
|          | Filippo IV (8 aprile 1605 – 17 settembre 1665)             | 31 luglio 1621    | 17 settembre 1665 | (1) Elisabetta di Francia 1 figlio e 6 figlie (2) Maria Anna d'Austria 3 figli e 2 figlie                                                                  | Figlio di Filippo III di Spagna e nipote di Filippo II di Spagna; re di Spagna; sovrano dei Paesi Bassi spagnoli |
|          | Carlo IV (6 novembre 1661 – 1º novembre 1700)              | 17 settembre 1665 | 1º novembre 1700  | (1) Maria Luisa d'Orléans nessun figlio (2) Maria Anna del Palatinato-Neuburg nessun figlio                                                                | Figlio di Filippo IV e Maria Anna; re di Spagna come Carlo II; sovrano dei Paesi Bassi spagnoli |

### Secondo Dominio Spagnolo, Borbone di Spagna (1700-1712)
| Ritratto | Nome (nascita–morte)                         | Regno            | Regno          | Matrimoni                                                                   | Note                                                                                              |
| Ritratto | Nome (nascita–morte)                         | Inizio           | Fine           | Matrimoni                                                                   | Note                                                                                              |
| -------- | -------------------------------------------- | ---------------- | -------------- | --------------------------------------------------------------------------- | ------------------------------------------------------------------------------------------------- |
|          | Filippo V (19 dicembre 1683 – 9 luglio 1746) | 16 novembre 1700 | 2 gennaio 1712 | (1) Maria Luisa di Savoia 4 figli (2) Elisabetta Farnese 4 figli e 3 figlie | Pronipote di Filippo IV; re di Spagna fino al 1746; sovrano dei Paesi Bassi spagnoli fino al 1713 |

### Dominio Bavarese, Wittelsbach (1712-1713)
| Ritratto | Nome (nascita–morte)                                | Regno          | Regno          | Matrimoni                                                                            | Note |
| Ritratto | Nome (nascita–morte)                                | Inizio         | Fine           | Matrimoni                                                                            | Note |
| -------- | --------------------------------------------------- | -------------- | -------------- | ------------------------------------------------------------------------------------ | --- |
|          | Massimiliano II (11 luglio 1662 – 26 febbraio 1726) | 2 gennaio 1712 | 11 aprile 1713 | (1) Maria Antonia d'Austria 3 figli (2) Teresa Cunegonda Sobieska 8 figli e 1 figlia | Zio materno di Filippo V; Principe elettore e duca di Baviera; nominato duca di Lussemburgo e marchese di Namur durante la guerra di successione spagnola |

### Dominio Austriaco, Asburgo d'Austria (1713-1780) - Asburgo-Lorena (1780-1794)
| Ritratto | Nome (nascita–morte)                                | Regno            | Regno            | Matrimoni | Note |
| Ritratto | Nome (nascita–morte)                                | Inizio           | Fine             | Matrimoni | Note |
| -------- | --------------------------------------------------- | ---------------- | ---------------- | --- | --- |
|          | Carlo V (1º ottobre 1685 – 20 ottobre 1740)         | 11 aprile 1713   | 20 ottobre 1740  | Elisabetta Cristina di Brunswick-Wolfenbüttel 1 figlio e 3 figlie | Pronipote di Filippo III di Spagna; Imperatore del Sacro Romano Impero come Carlo VI dal 1711; arciduca d'Austria; re d'Ungheria e di Boemia; sovrano dei Paesi Bassi austriaci  |
|          | Maria II Teresa (13 maggio 1717 – 29 novembre 1780) | 20 ottobre 1740  | 29 novembre 1780 | Francesco I di Lorena 5 figli e 11 figlie | Figlia di Carlo V; Imperatrice del Sacro Romano Impero; arciduchessa d'Austria; regina d'Ungheria e di Boemia; sovrana dei Paesi Bassi austriaci; regna congiuntamente al marito |
|          | Francesco I (8 dicembre 1708 – 18 agosto 1765)      | 20 ottobre 1740  | 18 agosto 1765   | Maria Teresa d'Austria 5 figli e 11 figlie | Marito di Maria Teresa; Imperatore del Sacro Romano Impero; granduca di Toscana; sovrano dei Paesi Bassi austriaci; regna congiuntamente alla moglie                             |
|          | Giuseppe (13 marzo 1741 – 20 febbraio 1790)         | 29 novembre 1780 | 20 febbraio 1790 | (1) Maria Isabella di Parma 2 figlie (2) Maria Giuseppa di Baviera nessun figlio | Figlio di Maria Teresa e Francesco I; Imperatore del Sacro Romano Impero come Giuseppe II; arciduca d'Austria; re d'Ungheria e di Boemia; sovrano dei Paesi Bassi austriaci      |
|          | Leopoldo (5 maggio 1747 – 1º marzo 1792)            | 20 febbraio 1790 | 1º marzo 1792    | Maria Luisa di Spagna 12 figli e 4 figlie | Figlio di Maria Teresa e Francesco I; Imperatore del Sacro Romano Impero come Leopoldo II; arciduca d'Austria; re d'Ungheria e di Boemia; sovrano dei Paesi Bassi austriaci      |
|          | Francesco II (12 febbraio 1768 – 2 marzo 1835)      | 1º marzo 1792    | settembre 1794   | (1) Elisabetta Guglielmina di Württemberg 1 figlia (2) Maria Teresa di Napoli e Sicilia 2 figli e 9 figlie (3) Maria Ludovica d'Austria-Este nessun figlio (4) Carolina Augusta di Baviera nessun figlio | Figlio di Leopoldo; Imperatore del Sacro Romano Impero; arciduca d'Austria; re d'Ungheria e di Boemia; sovrano dei Paesi Bassi austriaci                                         |

Nel 1794 il Lussemburgo fu occupato dai rivoluzionari francesi insieme al resto dei Paesi Bassi austriaci. Il Congresso di Vienna decise di assegnare l'intera regione a Guglielmo d'Orange-Nassau.

## Granduchi di Lussemburgo (1815-oggi)

### Unione con il Regno dei Paesi Bassi, Orange-Nassau (1815-1890)
| Ritratto | Nome (nascita–morte)                                | Regno          | Regno            | Matrimoni                                                               | Note                                                                                             |
| Ritratto | Nome (nascita–morte)                                | Inizio         | Fine             | Matrimoni                                                               | Note                                                                                             |
| -------- | --------------------------------------------------- | -------------- | ---------------- | ----------------------------------------------------------------------- | ------------------------------------------------------------------------------------------------ |
|          | Guglielmo I (24 agosto 1772 – 12 dicembre 1843)     | 16 marzo 1815  | 7 ottobre 1840   | Guglielmina di Prussia 4 figli e 2 figlie                               | Cugino di Francesco II d'Asburgo-Lorena e discendente di Anna di Lussemburgo; re dei Paesi Bassi |
|          | Guglielmo II (6 dicembre 1792 – 17 marzo 1849)      | 7 ottobre 1840 | 17 marzo 1849    | Anna Pavlovna di Russia 4 figli e 1 figlia                              | Figlio di Guglielmo I; re dei Paesi Bassi                                                        |
|          | Guglielmo III (19 febbraio 1817 – 23 novembre 1890) | 17 marzo 1849  | 23 novembre 1890 | (1) Sofia di Württemberg 3 figli (2) Emma di Waldeck e Pyrmont 1 figlia | Figlio di Guglielmo II; re dei Paesi Bassi                                                       |

### Nassau-Weilburg (1890-1964)
Nel Regno dei Paesi Bassi il passaggio della corona ad una donna era consentito in assenza di eredi maschi del defunto sovrano, viceversa nel Granducato del Lussemburgo era in vigore la legge salica (poi modificata in legge semi-salica) che proibisce l'accesso al trono alle donne, pertanto Guglielmina poté ascendere al trono dei Paesi Bassi ma non a quello del Lussemburgo, che passò nelle mani del parente maschio più prossimo, ovvero Adolfo di Nassau-Weilburg.
| Ritratto | Nome (nascita–morte)                              | Regno            | Regno            | Matrimoni                                                                                            | Note                                                         |
| Ritratto | Nome (nascita–morte)                              | Inizio           | Fine             | Matrimoni                                                                                            | Note                                                         |
| -------- | ------------------------------------------------- | ---------------- | ---------------- | --- | ------------------------------------------------------------ |
|          | Adolfo (24 luglio 1817 – 17 novembre 1905)        | 23 novembre 1890 | 17 novembre 1905 | (1) Elisabetta Michajlovna di Russia 1 figlia (2) Adelaide Maria di Anhalt-Dessau 3 figli e 2 figlie | cugino di Guglielmo III; già duca di Nassau dal 1838 al 1866 |
|          | Guglielmo IV (22 aprile 1852 – 25 febbraio 1912)  | 17 novembre 1905 | 25 febbraio 1912 | Maria Anna di Portogallo 6 figlie                                                                    | Figlio di Adolfo                                             |
|          | Maria Adelaide (14 giugno 1894 – 24 gennaio 1924) | 25 febbraio 1912 | 14 gennaio 1919  | – | Figlia di Guglielmo IV; abdica in favore della sorella       |
|          | Carlotta (23 gennaio 1896 – 9 luglio 1985)        | 14 gennaio 1919  | 12 novembre 1964 | Felice di Borbone-Parma 2 figli e 4 figlie                                                           | Figlia di Guglielmo IV; abdica in favore del figlio          |

### Nassau (Borbone-Parma) (1964 - attuale)
| Ritratto | Nome (nascita–morte)                       | Regno            | Regno          | Matrimoni                                         | Note                                            |
| Ritratto | Nome (nascita–morte)                       | Inizio           | Fine           | Matrimoni                                         | Note                                            |
| -------- | ------------------------------------------ | ---------------- | -------------- | ------------------------------------------------- | ----------------------------------------------- |
|          | Giovanni (5 gennaio 1921 – 23 aprile 2019) | 12 novembre 1964 | 7 ottobre 2000 | Giuseppina Carlotta del Belgio 3 figli e 2 figlie | Figlio di Carlotta; abdica in favore del figlio |
|          | Enrico (nato il 16 aprile 1955)            | 7 ottobre 2000   | in carica      | María Teresa Mestre 4 figli e 1 figlia            | Figlio di Giovanni                              |